# Águas Santas (Póvoa de Lanhoso)
Águas Santas ist ein Ort und eine ehemalige Gemeinde (Freguesia) im Norden Portugals.

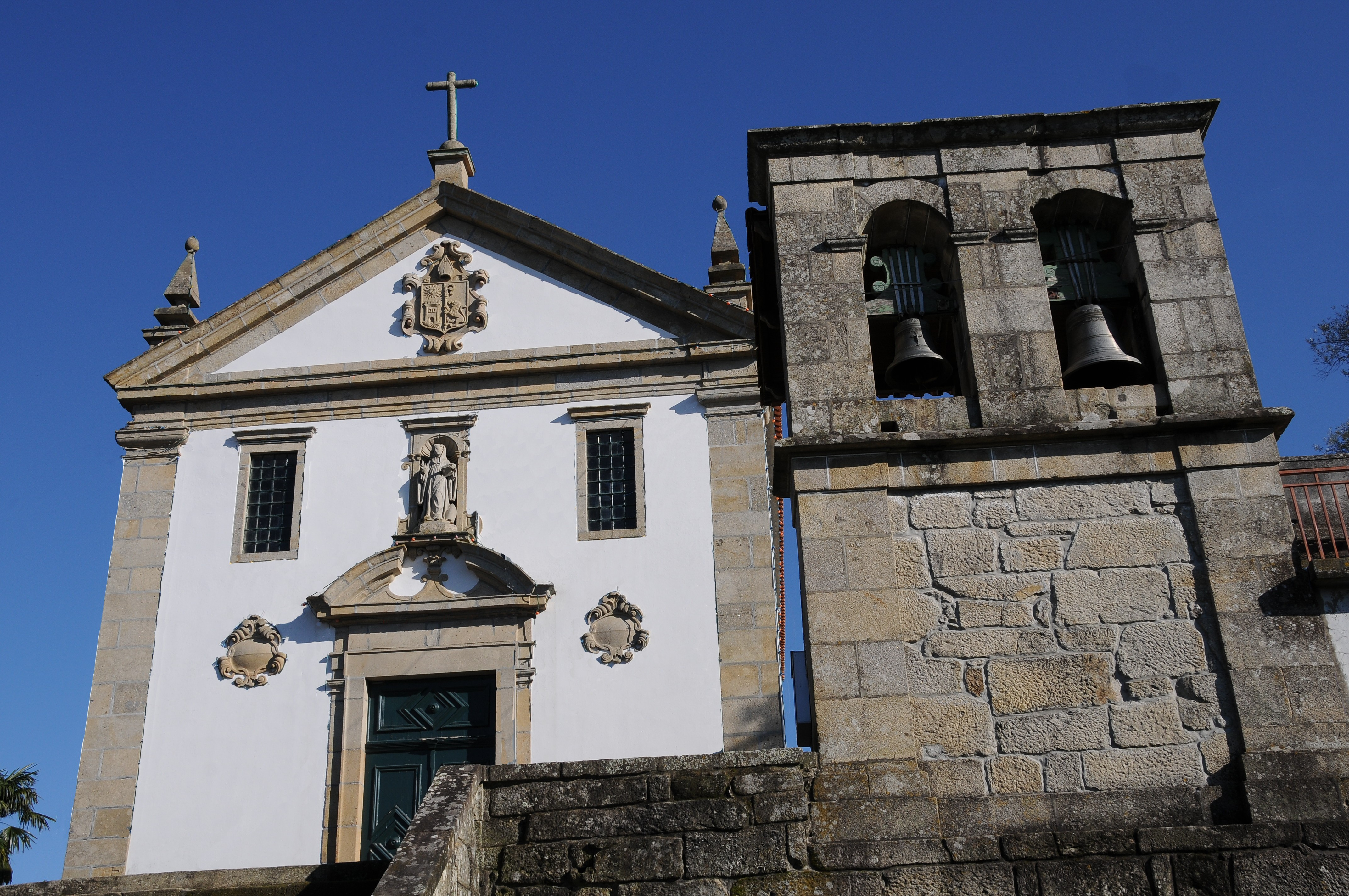
Kirche von Águas Santas

Águas Santas gehört zum Kreis Póvoa de Lanhoso im Distrikt Braga. Die Gemeinde hatte eine Fläche von 2,7 km² und hat 420 Einwohner (Stand 30. Juni 2011).
Am 29. September 2013 wurden die Gemeinden Águas Santas und Moure zur neuen Gemeinde União das Freguesias de Águas Santas e Moure zusammengeschlossen. Águas Santas ist Sitz dieser neu gebildeten Gemeinde.